# Sciara diota
Sciara diota là một ruồi trong họ Sciaridae, thuộc chi Sciara. Loài này được Garrett miêu tả khoa học đầu tiên năm 1925.